# Carl Petersen (polarfarer)
 For alternative betydninger, se Carl Petersen. (Se også artikler, som begynder med Carl Petersen)
Johan Carl Christian Petersen (28. juni 1813 i København – 24. juni 1880 sammesteds) var en dansk sømand og tolk, der har deltaget i flere ekspeditioner i det nordlige Canada og Grønland i deres søgen efter den forsvundne britiske opdagelsesrejsende John Franklin.
I en alder af omkring 20 flyttede han til Godhavn (Qeqertarsuaq) i Grønland, hvor han ernærede sig som bødker og sømand. I 1841 flyttede han til Upernavik, på det tidspunkt, den nordligste danske koloni i Grønland. Der giftede han sig med en indfødt inuit og tog på sig deres skikke og levevis, i processen blev han en ganske dygtig jæger, hundeslædekører og observatør.
Han arbejdede på William Pennys ekspeditionen (1850-1851), Elisha Kanes anden Grinnell ekspedition (1853-1855) i Kane Bassin, Francis Leopold McClintock ekspedition (1857) og Isaac Israel Hayes Nordpolen Ekspeditionen (1860-1861). Han skrev to bog om disse ekspeditioner.
På Kanes ekspedition arbejdede han sammen med den unge eskimo Hans Hendrik, der har Hans Ø opkaldt efter sig.
Efter disse ekspeditioner flyttede han tilbage til Danmark.